# 埃拉尼
埃拉尼（法語：Éragny，法語發音：[eʁaɲi] ⓘ）是法国法蘭西島大區瓦兹河谷省的一个市镇，属于蓬图瓦兹区。

## 地理
埃拉尼（49°1'2"N, 2°5'29"E）面积4.72 平方千米，位于法国法蘭西島大區瓦兹河谷省，该省份为法国北部内陆省份，北起瓦兹省，西接厄尔省，南至塞纳-圣但尼省、上塞纳省和伊夫林省，东临塞纳-马恩省。
与埃拉尼接壤的市镇（或旧市镇、城区）包括：圣旺洛莫讷、孔夫朗-圣奥诺里讷、塞尔吉、塞纳河畔埃尔布莱、瓦兹河畔讷维尔、蓬图瓦兹。

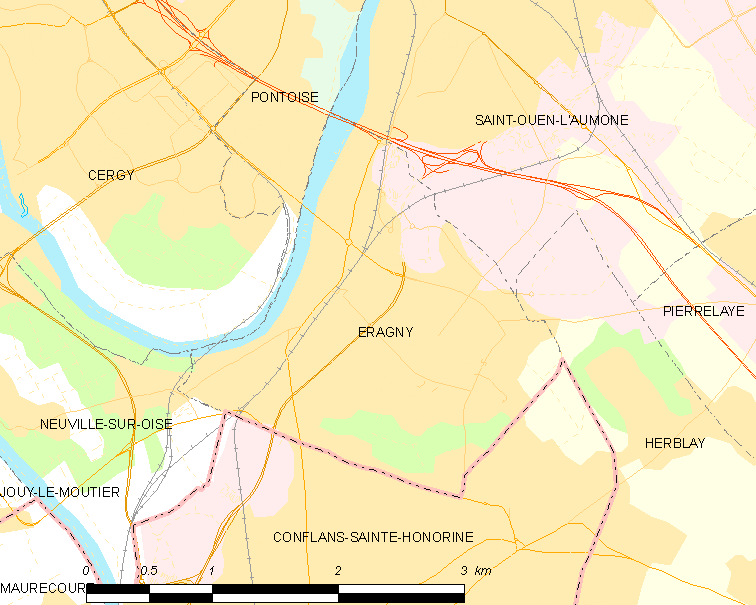
埃拉尼的OSM定位图

埃拉尼的时区为UTC+01:00、UTC+02:00（夏令时）。

## 行政
埃拉尼的邮政编码为95610，INSEE市镇编码为95218。

## 政治
埃拉尼所属的省级选区为塞尔吉第二县。

## 人口

1962-2008年间埃拉尼人口变化图示

埃拉尼于2022年1月1日时的人口数量为18723人。